# Daniel Chauvin
Daniel Chauvin (* 25. Mai 1939; † 1. August 1995) war ein französischer Comiczeichner.

## Werdegang
Das Interesse an der Fliegerei war bei Daniel Chauvin schon früh geweckt. Er war Pilot und  begann Flugzeuge zu zeichnen. Diese Arbeiten überzeugten Jijé, der ihn in Tanguy und Laverdure als Hintergrundzeichner beschäftigte. Als Victor Hubinon krankheitshalber ausfiel, konnte er die gerade laufende Geschichte von Buck Danny beenden. Einige Kurzgeschichten erschienen in Pilote, Spirou und Tintin. Erst zwischen 1984 und 1987 kamen eigene Fliegercomics in Albenform heraus.

## Werke
- 1969: Onkel Paul
- 1982: Jerry Doblebang
- 1982: Johnny Bizzard
- 1984: Bob Browning
- 1986: L’énigme W
- 1987: Chassé-croisé
- 1989: Panique au Bourget